# Копчак (Штефан-Водский район)
Копчак (рум. Copceac) — село в Штефан-Водском районе Молдавии. Относится к сёлам, не образующим коммуну.

## География
Село расположено на реке Копчак примерно в 13 км к юго-западу от города Штефан-Водэ на высоте 65 метров над уровнем моря. Рядом с селом проходит молдавско-украинская граница.

## Население
По данным переписи населения 2004 года, в селе Копчак проживает 2577 человек (1316 мужчин, 1261 женщина).
Этнический состав села:
| Национальность | Число жителей | Процентный состав |
| -------------- | ------------- | ----------------- |
| молдаване      | 2561          | 99,38             |
| украинцы       | 4             | 0,16              |
| болгары        | 4             | 0,16              |
| русские        | 3             | 0,12              |
| румыны         | 2             | 0,08              |
| гагаузы        | 2             | 0,08              |
| прочие         | 1             | 0,04              |
| Всего          | 2577          | 100 %             |